# ریچی کوتزن
ریچی کوتزن (انگلیسی: Richie Kotzen؛ زادهٔ ۳ فوریهٔ ۱۹۷۰) گیتارنواز، خواننده، آهنگساز و تهیه‌کننده موسیقی اهل ایالات متحده آمریکا است. وی از سال ۱۹۸۷ میلادی تاکنون مشغول فعالیت بوده است.